# Casiphia inopinata
Casiphia inopinata là một loài bọ cánh cứng trong họ Cerambycidae.